# Фелисово (Московская область)
Фелисово — деревня в городском округе Мытищи Московской области России. Находится примерно в 30 километрах от МКАД и в 8 километрах от совхоза и поселка Марфино.
В советское время в Фелисове находился пионерский лагерь, который был перестроен в склады, а ныне заброшен.
В деревне две улицы — Дачная и Деревенская, приписано два садоводческих товарищества.
Из водоёмов в деревне есть торфяной карьер, заполненный водой, размерами примерно 300х300 метров.
Здесь проходит крупная ЛЭП. Важных дорог мимо и непосредственно через деревню не проходит. Дорога от Марфина является тупиковой.

## Население
| 1852 | 1859 | 1890 | 1899 | 1926 | 2002 | 2010 |
| ---- | ---- | ---- | ---- | ---- | ---- | ---- |
| 25   | ↗45  | ↗71  | ↘70  | ↗139 | ↘8   | ↘6   |